# کوبورگ (ناحیه)
کوبورگ (به آلمانی: Landkreis Coburg) یک ناحیه در آلمان است که در فرانکن علیا واقع شده‌است. کوبورگ ۹۲٬۲۰۰ نفر جمعیت دارد.